# Basement Jaxx

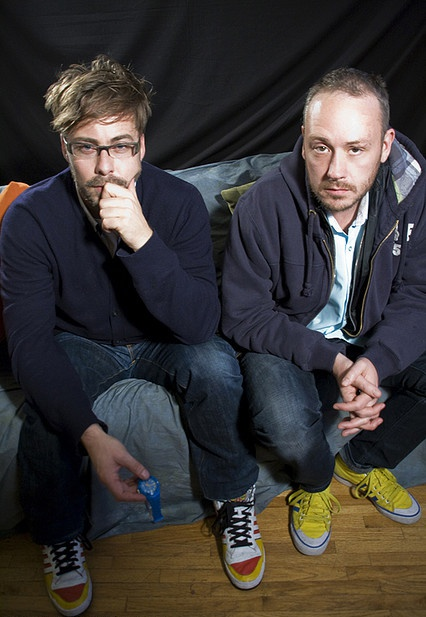
Felix Buxton und Simon Ratcliffe von Basement Jaxx (2009)

Basement Jaxx ist ein britisches Electronic-Dance-Music-Duo, das aus Felix Buxton und Simon Ratcliffe besteht.

## Bandgeschichte

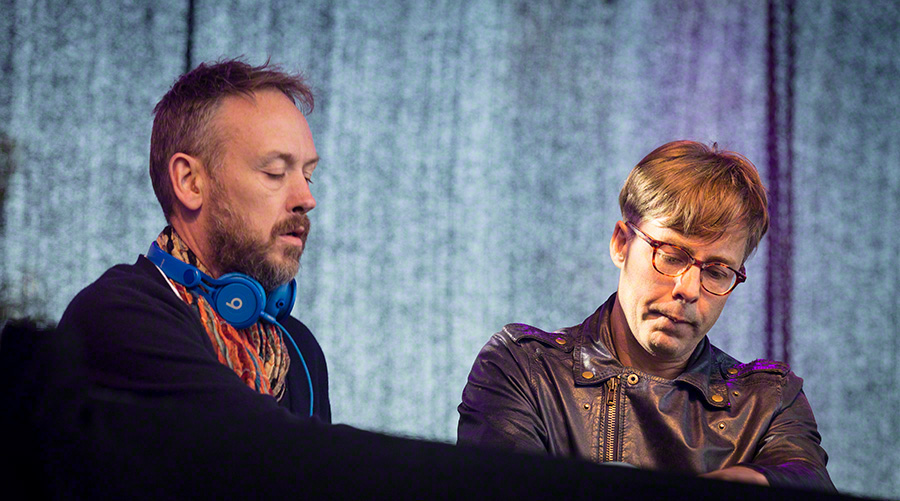
Basement Jaxx (2016)

Die Karriere von Basement Jaxx begann 1994 in Brixton, Süd-London, bevor sie in den späten 1990er Jahren bekannt wurden. Ende der 1990er veröffentlichten die Jaxx ihren ersten Mix in der Annie Nightingale Show des britischen BBC Radio 1 und verschafften sich so weltweite Anerkennung in der elektronischen Musikszene.
Sie hatten 2002 mit Where’s Your Head At? einen großen Hit. Das Lied beruht auf dem Song M. E. von Gary Numan und wurde im Soundtrack von Tomb Raider benutzt. Das Lied Red Alert vom Debütalbum Remedy basiert auf Far Beyond der Band Locksmith und wurde in einem Coca-Cola-Werbespot benutzt.
2005 wurden sie für das Album "Kish Kash" als bestes Dancealbum mit dem Grammy ausgezeichnet. Im September 2006 veröffentlichten sie ein Video zur Single "Take Me Back to Your House", in welchem Sibirien zu Zeiten der Sowjetunion persifliert wird. Zu sehen sind u. a. eine überlebensgroße Balalaika, Kalinka tanzende Bären und ein Stalin-Double im Panzer, das Martina Sorbara (die Sängerin und Hauptakteurin des Videos) zum Schluss mit nach Hause nimmt.
Im Sommer 2006 bestritten Basement Jaxx neben Orson das Vorprogramm von Robbie Williams’ Close-Encounters-Tour.
2009 trat das Elektro-Duo an dem Nürnberger Rock-im-Park-Festival auf der Club-Stage (der kleinsten Bühne) auf sowie im Großraumzelt bei Rock am Ring.

## Diskografie

### Studioalben
| Jahr | Titel            | Höchstplatzierung, Gesamtwochen, AuszeichnungChartplatzierungen (Jahr, Titel, Platzierungen, Wochen, Auszeichnungen, Anmerkungen) | Höchstplatzierung, Gesamtwochen, AuszeichnungChartplatzierungen (Jahr, Titel, Platzierungen, Wochen, Auszeichnungen, Anmerkungen) | Höchstplatzierung, Gesamtwochen, AuszeichnungChartplatzierungen (Jahr, Titel, Platzierungen, Wochen, Auszeichnungen, Anmerkungen) | Höchstplatzierung, Gesamtwochen, AuszeichnungChartplatzierungen (Jahr, Titel, Platzierungen, Wochen, Auszeichnungen, Anmerkungen) | Anmerkungen                              |
| Jahr | Titel            | DE | CH | UK | US | Anmerkungen                              |
| ---- | ---------------- | --- | --- | --- | --- | ---------------------------------------- |
| 1999 | Remedy           | — | — | UK4 Platin · (56 Wo.)UK | — | Erstveröffentlichung: 10. Mai 1999       |
| 2001 | Rooty            | DE100 (1 Wo.)DE | — | UK5 Gold · (37 Wo.)UK | US149 (3 Wo.)US | Erstveröffentlichung: 25. Juni 2001      |
| 2003 | Kish Kash        | — | — | UK17 Gold · (25 Wo.)UK | US172 (1 Wo.)US | Erstveröffentlichung: 20. Oktober 2003   |
| 2006 | Crazy Itch Radio | — | — | UK16 Silber · (5 Wo.)UK | — | Erstveröffentlichung: 8. September 2006  |
| 2009 | Scars            | — | — | UK37 (2 Wo.)UK | US173 (1 Wo.)US | Erstveröffentlichung: 18. September 2009 |
| 2014 | Junto            | — | — | UK30 (2 Wo.)UK | US168 (1 Wo.)US |                                          |

### Kompilationen
| Jahr | Titel       | Höchstplatzierung, Gesamtwochen, AuszeichnungChartplatzierungen (Jahr, Titel, Platzierungen, Wochen, Auszeichnungen, Anmerkungen) | Höchstplatzierung, Gesamtwochen, AuszeichnungChartplatzierungen (Jahr, Titel, Platzierungen, Wochen, Auszeichnungen, Anmerkungen) | Höchstplatzierung, Gesamtwochen, AuszeichnungChartplatzierungen (Jahr, Titel, Platzierungen, Wochen, Auszeichnungen, Anmerkungen) | Höchstplatzierung, Gesamtwochen, AuszeichnungChartplatzierungen (Jahr, Titel, Platzierungen, Wochen, Auszeichnungen, Anmerkungen) | Anmerkungen                         |
| Jahr | Titel       | DE | CH | UK | US | Anmerkungen                         |
| ---- | ----------- | --- | --- | --- | --- | ----------------------------------- |
| 2005 | The Singles | — | CH41 (2 Wo.)CH | UK1 ×3Dreifachplatin · (52 Wo.)UK                                                                                                 | — | Erstveröffentlichung: 21. März 2005 |

### EPs
| Jahr | Titel         | Höchstplatzierung, Gesamtwochen, AuszeichnungChartplatzierungen (Jahr, Titel, Platzierungen, Wochen, Auszeichnungen, Anmerkungen) | Höchstplatzierung, Gesamtwochen, AuszeichnungChartplatzierungen (Jahr, Titel, Platzierungen, Wochen, Auszeichnungen, Anmerkungen) | Höchstplatzierung, Gesamtwochen, AuszeichnungChartplatzierungen (Jahr, Titel, Platzierungen, Wochen, Auszeichnungen, Anmerkungen) | Höchstplatzierung, Gesamtwochen, AuszeichnungChartplatzierungen (Jahr, Titel, Platzierungen, Wochen, Auszeichnungen, Anmerkungen) | Anmerkungen                   |
| Jahr | Titel         | DE | CH | UK | US | Anmerkungen                   |
| ---- | ------------- | --- | --- | --- | --- | ----------------------------- |
| 1999 | Betta Daze EP | — | — | UK81 (1 Wo.)UK | — | in den Singlecharts platziert |

### Singles
| Jahr | Titel Album                                      | Höchstplatzierung, Gesamtwochen, AuszeichnungChartplatzierungen (Jahr, Titel, Album, Platzierungen, Wochen, Auszeichnungen, Anmerkungen) | Höchstplatzierung, Gesamtwochen, AuszeichnungChartplatzierungen (Jahr, Titel, Album, Platzierungen, Wochen, Auszeichnungen, Anmerkungen) | Anmerkungen                                              |
| Jahr | Titel Album                                      | DE | UK | Anmerkungen                                              |
| ---- | ------------------------------------------------ | --- | --- | -------------------------------------------------------- |
| 1997 | Fly Life Atlantic Jaxx Recordings: A Compilation | — | UK19 (3 Wo.)UK |                                                          |
| 1999 | Red Alert Remedy                                 | — | UK5 Platin · (10 Wo.)UK |                                                          |
| 1999 | Rendez-vu Remedy                                 | — | UK4 Silber · (10 Wo.)UK |                                                          |
| 1999 | Jump ’n’ Shout Remedy                            | — | UK12 (8 Wo.)UK | feat. Slarta John                                        |
| 2000 | Bingo Bango Remedy                               | — | UK13 (5 Wo.)UK |                                                          |
| 2001 | Romeo Rooty                                      | — | UK6 Gold · (11 Wo.)UK |                                                          |
| 2001 | Jus 1 Kiss Rooty                                 | — | UK23 (7 Wo.)UK |                                                          |
| 2001 | Where’s Your Head At Rooty                       | — | UK9 Gold · (8 Wo.)UK |                                                          |
| 2002 | Get Me Off Rooty                                 | — | UK22 (3 Wo.)UK |                                                          |
| 2003 | Lucky Star Kish Kash                             | — | UK23 (8 Wo.)UK | feat. Dizzee Rascal                                      |
| 2004 | Good Luck Kish Kash                              | — | UK12 Silber · (15 Wo.)UK | Erstveröffentlichung: 4. Januar 2004 feat. Lisa Kekaula  |
| 2004 | Plug It In Kish Kash                             | — | UK22 (4 Wo.)UK | feat. JC Chasez                                          |
| 2005 | Oh My Gosh The Singles                           | DE98 (1 Wo.)DE | UK8 (15 Wo.)UK | feat. Vula Malinga                                       |
| 2005 | U Don’t Know Me The Singles                      | — | UK26 (4 Wo.)UK | Erstveröffentlichung: 30. August 2005 feat. Lisa Kekaula |
| 2005 | Do Your Thing The Singles                        | — | UK32 Silber · (5 Wo.)UK | feat. Elliot May                                         |
| 2006 | Hush Boy Crazy Itch Radio                        | — | UK27 (4 Wo.)UK |                                                          |
| 2006 | Take Me Back to Your House Crazy Itch Radio      | — | UK42 (3 Wo.)UK |                                                          |
| 2009 | Raindrops Scars                                  | — | UK21 (5 Wo.)UK | Erstveröffentlichung: 29. Juni 2009                      |

Weitere Singles
- 2009: My Turn (feat. Lightspeed Champion)
- 2014: Never Say Never

## Auszeichnungen für Musikverkäufe
| Goldene Schallplatte - Australien - 2002: für die Single Where’s Your Head At - Kanada - 2022: für die Single Where’s Your Head At |

Anmerkung: Auszeichnungen in Ländern aus den Charttabellen bzw. Chartboxen sind in ebendiesen zu finden.
| Land/RegionAuszeichnungen für Musikverkäufe (Land/Region, Auszeichnungen, Verkäufe, Quellen) | Silber     | Gold     | Platin     | Verkäufe  | Quellen         |
| -------------------------------------------------------------------------------------------- | ---------- | -------- | ---------- | --------- | --------------- |
| Australien (ARIA)                                                                            | —          | Gold1    | —          | 35.000    | aria.com.au     |
| Kanada (MC)                                                                                  | —          | Gold1    | —          | 40.000    | musiccanada.com |
| Vereinigtes Königreich (BPI)                                                                 | 4× Silber4 | 4× Gold4 | 5× Platin5 | 3.460.000 | bpi.co.uk       |
| Insgesamt                                                                                    | 4× Silber4 | 6× Gold6 | 5× Platin5 |           |                 |